# Lorena Guréndez
Lorena Guréndez García (Vitoria, 7 de mayo de 1981) es una exgimnasta rítmica española, bicampeona del mundo y medalla de oro en los Juegos Olímpicos de Atlanta 1996.
En 1995 fue campeona de España júnior individual y por conjuntos con el Club Oskitxo. En 1996 pasó a formar parte de la selección nacional de gimnasia rítmica de España en la modalidad de conjuntos. Desde entonces, todas las medallas que obtuvo en competiciones oficiales fueron conseguidas como miembro del conjunto español. En 1996 conquistó su primer título mundial en la final de 3 pelotas y 2 cintas del Campeonato Mundial de Budapest, competición en la que se llevó también la plata en el concurso general. Ese año logró el mayor éxito de su carrera deportiva al convertirse en campeona olímpica en la modalidad de conjuntos en los Juegos Olímpicos de Atlanta, junto a sus compañeras Marta Baldó, Nuria Cabanillas, Estela Giménez, Tania Lamarca y Estíbaliz Martínez. Tras esta consecución, el conjunto fue bautizado por los medios como las Niñas de Oro.
En 1997 fue subcampeona de Europa en 5 pelotas y bronce en 3 pelotas y 2 cintas en el Europeo de Patras. En 1998 conquistó su segundo título mundial en el Campeonato Mundial de Sevilla, esta vez en 3 cintas y 2 aros, además de lograr la plata en el concurso general. En el Campeonato Europeo de Budapest celebrado en 1999 fue medalla de bronce en la competición de 3 cintas y 2 aros. En 2000 participó en sus segundos Juegos Olímpicos, quedando en décima posición en la competición de conjuntos de Sídney 2000.
En 2013 se estrenó en YouTube el documental Las Niñas de Oro, dirigido por Carlos Beltrán, que narra la historia del conjunto campeón olímpico en Atlanta a través de entrevistas a las propias gimnastas, y en 2016 asistió junto al resto del equipo a la Gala 20.º Aniversario de la Medalla de Oro en Atlanta '96 en Badajoz. Tiene diversas distinciones, entre ellas la Orden Olímpica del Comité Olímpico Español (1996), la Placa de Oro de la Real Orden del Mérito Deportivo (1996), la Copa Barón de Güell en los Premios Nacionales del Deporte (1997), y la Medalla de Oro de la Real Orden del Mérito Deportivo (2015). Está casada con el gimnasta artístico José Luis Fernández. Lorena es el deportista español más joven en conseguir una medalla olímpica, al hacerlo con 15 años y 87 días.

## Biografía deportiva

### Inicios y primeras competiciones

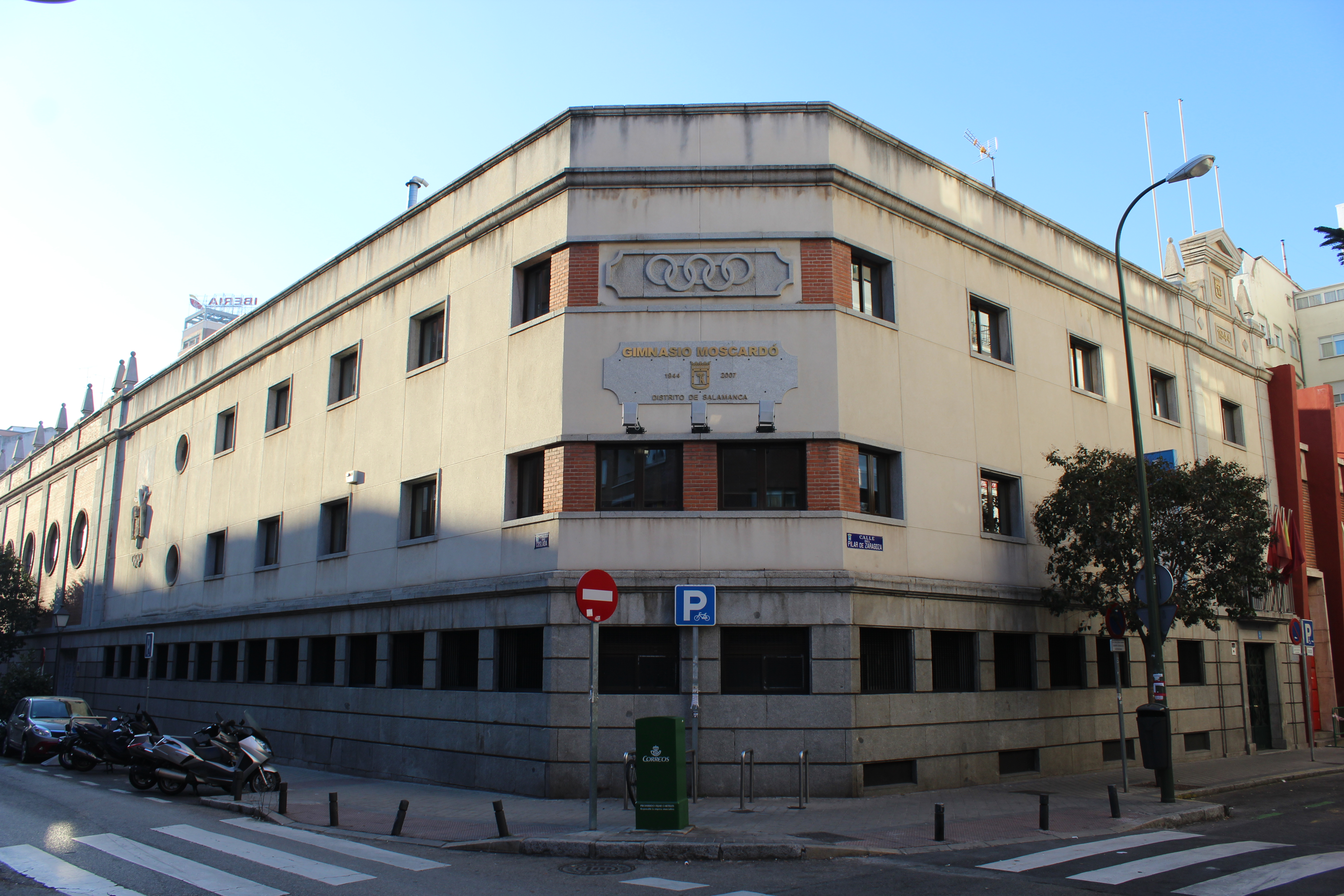
El Gimnasio Moscardó, en el distrito de Salamanca (Madrid), fue el lugar de entrenamiento de la selección nacional de gimnasia rítmica hasta 1997.

Se inició en la gimnasia rítmica con 7 años de edad, inspirada por su hermana mayor, Laura, formando parte del Club Oskitxo de Vitoria, club del que han surgido otras gimnastas españolas destacadas como Paula Orive o Beatriz Nogales, bajo las órdenes de Natalia Notchevnaya. En el Colegio San Prudencio Ikastetxea fue alumna del exjugador de baloncesto Iñaki Garaialde. En 1993 quedó octava en categoría infantil en el Campeonato de España Individual «A» en Valladolid, y en 1994 consiguió el sexto puesto en categoría júnior. 
En 1995 se proclamó campeona de España individual júnior en Alicante. Ese mismo año, tras haber sido convocada por la seleccionadora Emilia Boneva como individual, en el Campeonato de Europa Júnior en Praga quedó cuarta por equipos, novena en el concurso general, octava en cuerda, sexta en aro, séptima en mazas y cuarta en cinta. En octubre de 1995, en la Copa de España disputada en Leganés, logró la medalla de plata tanto en el concurso general como en cuerda, mazas y cinta, además del oro en pelota. En diciembre, poco antes de entrar en la selección sénior, se proclamó campeona de España júnior en Murcia en la modalidad de conjuntos con el Club Oskitxo.

### Etapa en la selección nacional

#### 1996: primer título mundial en Budapest y oro en los Juegos Olímpicos
En diciembre de 1995, pasó a formar parte de la selección nacional de gimnasia rítmica de España en la modalidad de conjuntos, en la que permanecería hasta el año 2000. Su primera gran concentración con el equipo fue la que se realizó en aquellas navidades en el Centro de Alto Rendimiento de Sierra Nevada (Granada). Desde entonces, convivió con el resto de las componentes del equipo español en un chalet en Canillejas y entrenó en el Gimnasio Moscardó de lunes a sábado una media de 8 horas diarias a las órdenes de la propia Emilia Boneva y de María Fernández Ostolaza, no regresando al colegio hasta después de los Juegos Olímpicos. La coreógrafa desde 1994 hasta 1998 fue Marisa Mateo.
| Componentes del conjunto en 1996 | Puesto                                           |
| -------------------------------- | ------------------------------------------------ |
| Marta Baldó                      | Titular en los dos ejercicios                    |
| Nuria Cabanillas                 | Suplente en 3 pelotas/2 cintas Titular en 5 aros |
| Estela Giménez                   | Titular en los dos ejercicios                    |
| Lorena Guréndez                  | Titular en 3 pelotas/2 cintas Suplente en 5 aros |
| Tania Lamarca                    | Titular en los dos ejercicios                    |
| Estíbaliz Martínez               | Titular en los dos ejercicios                    |
| Maider Esparza                   | Suplente en los dos ejercicios                   |

La modalidad de conjuntos se aceptó por primera vez en los Juegos Olímpicos, que se disputarían ese año en Atlanta. Para la nueva temporada se habían realizado unos nuevos montajes tanto para el ejercicio de 3 pelotas y 2 cintas, como para el de 5 aros. La música del ejercicio de aros era un medley de varias canciones pertenecientes a musicales norteamericanos, principalmente «America», compuesta por Leonard Bernstein e incluida en West Side Story, o «I Got Rhythm» y «Embraceable You», temas creados por George Gershwin y que aparecieron en la banda sonora de Un americano en París. Por su parte, en el ejercicio de 3 pelotas y 2 cintas para 1996, se empleó la melodía de «Amanecer andaluz», tema que ya había usado Carmen Acedo en su ejercicio de cuerda de 1991, aunque con otros arreglos.
A principios de año, el conjunto participó en diversas competiciones, como Kalamata Cup, Karlsruhe, Corbeil o Ciudad de Zaragoza, en las que siempre ocuparía un puesto de medallista. A principios de mayo recibieron en el Gimnasio Moscardó la visita de la prestigiosa bailarina y coreógrafa cubana Alicia Alonso, que les impartió una clase magistral. Tras la retirada de María Pardo en mayo, poco antes del torneo preolímpico de Zaragoza, Guréndez pasaría a ser titular en el ejercicio de 3 pelotas y 2 cintas. Por su parte, Estíbaliz Martínez pasó a ocupar también el puesto de titular que María había dejado vacante en el ejercicio de 5 aros.

«Lorena era la más joven, una gimnasta lista y de calidad. Ella, como suplente, se aprendió todas las posiciones en los dos ejercicios y gracias a esto consiguió suplir en muy poco tiempo a la gimnasta que nos dejó en la víspera de los Juegos».
—Emilia Boneva, en declaraciones a Sobre el tapiz en 2016

A finales de junio, a poco más de un mes de los Juegos Olímpicos, se disputó el Campeonato del Mundo de Budapest, donde Guréndez logró su primera medalla de oro en un Mundial, en la competición de 3 pelotas y 2 cintas, además de obtener una medalla de plata en el concurso general. El primer día de la competición de conjuntos tuvo lugar el concurso general, en el que el equipo español obtuvo una nota de 19,700 en ambos ejercicios, que lo llevó a la segunda posición con 39,400 puntos, a dos décimas del conjunto búlgaro, que repitió la medalla de oro obtenida el año anterior. Al día siguiente se disputaron las dos finales por aparatos. En la final de 3 pelotas y 2 cintas, las españolas, con una puntuación de 19,816, revalidarían el título obtenido en el Mundial anterior en esa misma competición, esta vez superando en 16 milésimas la nota del equipo ruso. En la final de 5 aros, el conjunto español tuvo que conformarse con el cuarto puesto con una puntuación de 19,699.

##### Competición de conjuntos en Atlanta

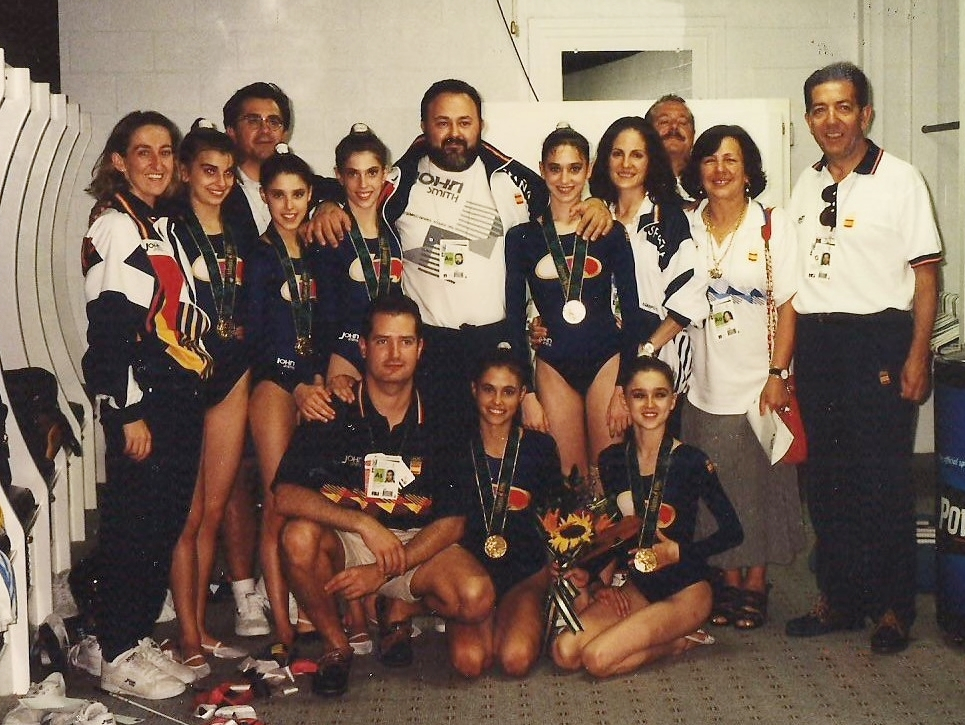
El conjunto español tras lograr la medalla de oro en los Juegos Olímpicos de Atlanta.

A principios de agosto se disputó la competición de conjuntos en los Juegos Olímpicos de Atlanta. El equipo español llegó a la Villa Olímpica el 13 de julio, llegando a participar en el desfile de los deportistas durante la ceremonia de apertura de los Juegos, que tuvo lugar el 19 de julio. La competición de gimnasia rítmica tendría lugar en el Stegeman Coliseum, un pabellón situado en la ciudad de Athens, a unos 100 kilómetros de Atlanta. La selección nacional acudió a la cita olímpica con un conjunto integrado por Lorena, Marta Baldó, Nuria Cabanillas, Estela Giménez, Tania Lamarca y Estíbaliz Martínez. Solo se pudieron convocar a las seis gimnastas titulares por parte del conjunto, por lo que la gimnasta suplente, Maider Esparza, se quedó fuera de la convocatoria. Al igual que había ocurrido anteriormente en el Campeonato Mundial de Budapest, Lorena fue la gimnasta suplente en el ejercicio de 5 aros, mientras que Nuria Cabanillas lo sería en el de 3 pelotas y 2 cintas.
El 1 de agosto tuvieron lugar los preliminares, en los que los nueve conjuntos que se habían clasificado para competir en los Juegos Olímpicos, se disputaron las seis plazas finalistas. En el ejercicio de 5 aros, el equipo español obtuvo una puntuación de 19,500, y en el de 3 pelotas y 2 cintas, consiguió una nota de 19,466. Finalmente el conjunto español se clasificó para la final en segunda posición con una nota acumulada de 38,966, a solo 50 milésimas del primer puesto, que sería en esa ocasión para el conjunto búlgaro.
El 2 de agosto tuvo lugar la gran final. En la primera rotación, la de 5 aros, el conjunto español se logró poner primero con una nota de 19,483, a solo 17 milésimas del conjunto ruso, que quedó a su vez por delante del búlgaro. Quedaba aún la rotación final, la de 3 pelotas y 2 cintas, ejercicio con el que las españolas habían logrado ser bicampeonas del mundo. En esta segunda y última rotación, la nota de 19,450 de las búlgaras fue igualada por el conjunto español, asegurándose así la medalla de plata. La puntuación final del conjunto sería de 38,933. Solo el conjunto ruso podía arrebatarles la primera posición, pero una mala nota de ejecución a causa de varios errores durante el ejercicio, hizo que no pudiera superar en la puntuación definitiva a las españolas, que se adjudicaron finalmente la medalla de oro. Fue la gimnasta individual Almudena Cid, que se encontraba siguiendo la competición, quien corrió hasta el vestuario en el que se encontraban las gimnastas españolas para informarles de los fallos de las rusas y de que por tanto iban a ser casi con toda seguridad medalla de oro. El equipo español se convirtió con este triunfo en el primer campeón olímpico de la historia en la modalidad de conjuntos, además de tratarse también de la primera medalla de oro olímpica en la gimnasia española. Guréndez logró además ser el deportista español más joven en conseguir una medalla olímpica, al hacerlo con 15 años y 87 días.
El conjunto español, visiblemente emocionado, subió al primer cajón del podio tras Bulgaria y Rusia, que fueron segunda y tercera respectivamente. A pesar de que la Carta Olímpica prohíbe la publicidad en la equipación deportiva, las gimnastas llevaron en el podio un maillot con un logotipo similar al de Campofrío, patrocinador del equipo, después de que fueran instadas por el presidente de la Federación Española de Gimnasia a que lo hicieran, motivo por el que hubo una reclamación que finalmente no fue atendida. La ceremonia de entrega de medallas de esta competición, fue el minuto más visto de Atlanta 1996 en Televisión Española. Al igual que el resto de la final olímpica, fue narrada para dicho canal por la periodista Paloma del Río. Tras su llegada a España, el conjunto fue bautizado por algunos medios con el sobrenombre de las Niñas de Oro. El 8 de agosto recibió un homenaje en Vitoria junto a Tania Lamarca, Estíbaliz Martínez, y el resto de deportistas alaveses olímpicos de Atlanta.
Ese mismo mes de agosto, Guréndez se operó del menisco, pudiendo reincorporarse a la concentración del equipo en septiembre. En octubre, la exgimnasta María Pardo hizo unas declaraciones en el diario El País en las que dijo que la entonces seleccionadora Emilia Boneva era extremadamente dura con la comida y con los entrenamientos. María había abandonado la concentración del equipo en mayo, dos meses antes de la cita olímpica, debido a que no pudo soportar la presión a la que se vio sometido el conjunto en esa época. Estas declaraciones fueron apoyadas por algunas antiguas integrantes de la selección, mientras que las entonces gimnastas del equipo español, entre las que se encontraba Lorena, dijeron que María no contaba toda la verdad en algunos aspectos. Las integrantes del conjunto acudieron poco después al programa Día a día de Telecinco, presentado por María Teresa Campos, donde contaron su experiencia y defendieron a Emilia.
Entre el 31 de octubre y el 2 de noviembre, el conjunto participó en una gira de exhibiciones denominada Gala de las Estrellas, organizada por el patrocinador del equipo, y que pasó por Madrid, Zaragoza y Barcelona. En dichas galas, además del conjunto, que realizaba los dos ejercicios de aquel año, actuaron también otros gimnastas nacionales e internacionales destacados, tanto de gimnasia rítmica como de artística. Posteriormente, las integrantes del conjunto español se desplazaron a Tokio para participar en la Epson Cup, donde obtuvieron la medalla de plata. A finales de noviembre, viajaron a Colombia para realizar una gira de actuaciones en Medellín, Cali y Bogotá. El dinero recaudado fue destinado a crear centros de atención médica y hospitalaria en los sectores con menos recursos de Colombia. Hasta final de año, el conjunto seguiría participando en numerosas exhibiciones por toda España en ciudades como Alicante, Palencia, Vitoria, Sevilla o Burgos. La última tuvo lugar el 22 de diciembre en Pamplona, donde fue homenajeada Maider Esparza en su despedida del equipo.
Guréndez, junto al resto de componentes del conjunto ganador de la medalla de oro en los Juegos Olímpicos de Atlanta, recibió los meses posteriores numerosos reconocimientos y distinciones, entre ellos, la Orden Olímpica, otorgada por el COE, la Placa de Oro de la Real Orden del Mérito Deportivo y la Copa Barón de Güell, otorgadas por el Consejo Superior de Deportes.

#### 1997-1998: Europeo de Patras y segundo título mundial en Sevilla
En 1997, las componentes del equipo trasladaron su residencia del chalet de Canillejas a un edificio anexo al INEF y empezaron a entrenar en el Centro de Alto Rendimiento de Madrid. María Fernández era desde diciembre la nueva seleccionadora nacional, tras la marcha de Emilia Boneva, que había sido operada en noviembre del corazón. A principios de año se incorporaron al conjunto Marta Calamonte, Carolina Malchair y Sara Bayón. En abril, tras la retirada de Marta Baldó, Estela Giménez y Estíbaliz Martínez, y la lesión de Marta Calamonte, se incorporó además Esther Domínguez. Guréndez fue titular ese año en los dos ejercicios, el de 5 pelotas y el de 3 pelotas y 2 cintas. El primero tenía como música un medley de canciones de Édith Piaf, como «Non, je ne regrette rien» o «Hymne à l'amour», mientras que el de pelotas y cintas usaba «Las cosas del querer», compuesta por Quintero, León y Quiroga.
Tras algunos torneos como el Ciudad de Ibiza o el Gran Trofeo Campofrío, Lorena disputó el Campeonato Europeo de Gimnasia Rítmica celebrado en Patras, donde consiguió un cuarto puesto en el concurso general, además de una medalla de plata en 5 pelotas y otra de bronce en 3 pelotas y 2 cintas. El primer día, con una nota acumulada de 38,300 en el concurso general, se quedaron a 50 milésimas del pódium. En las finales por aparatos del día siguiente obtuvieron una nota de 19,600 en el ejercicio de 5 pelotas, que les otorgó la medalla de plata. En el ejercicio mixto de 3 pelotas y 2 cintas lograron una nota de 19,500 que les llevó al tercer cajón del pódium. El conjunto estaba integrado entonces por Lorena, Sara Bayón, Nuria Cabanillas, Esther Domínguez, Tania Lamarca, Carolina Malchair y Marta Calamonte como suplente. Posteriormente obtendría la medalla de oro en la Epson Cup de Tokio (Japón).
Para 1998, Guréndez siguió siendo gimnasta titular en los dos ejercicios del conjunto. Ese año, los ejercicios fueron el de 3 cintas y 2 aros y el de 5 pelotas, que emplearon como música la sevillana «Juego de luna y arena» (inspirada en un poema de Lorca) y el tango «El vaivén» respectivamente, dos temas de José Luis Barroso. Tras disputar el equipo algunos torneos preparatorios en Kalamata o Budapest, en mayo de 1998 logró su segundo oro mundial en el Campeonato del Mundo de Sevilla. Fue en la competición de 3 cintas y 2 aros, donde el conjunto consiguió superar a Bielorrusia con una puntuación de 19,850. Además, el primer día el equipo había obtenido la medalla de plata en el concurso general con una nota acumulada de 39,133. Ocuparon el séptimo puesto en la competición de 5 pelotas. El combinado nacional recibió en este campeonato el Premio Longines a la Elegancia, un trofeo que suele entregar la marca de relojes homónima y la FIG durante las competiciones internacionales de gimnasia destacadas. Durante el Mundial, Lorena se reencontró además con sus compañeras del equipo del 96 con las que fue medalla de oro en Atlanta. El conjunto de 1998 lo compusieron, además de Lorena, Sara Bayón, Marta Calamonte, Carolina Malchair, Beatriz Nogales, Paula Orive y Nuria Cabanillas como suplente.

#### 1999-2000: Mundial de Osaka y Juegos Olímpicos de Sídney

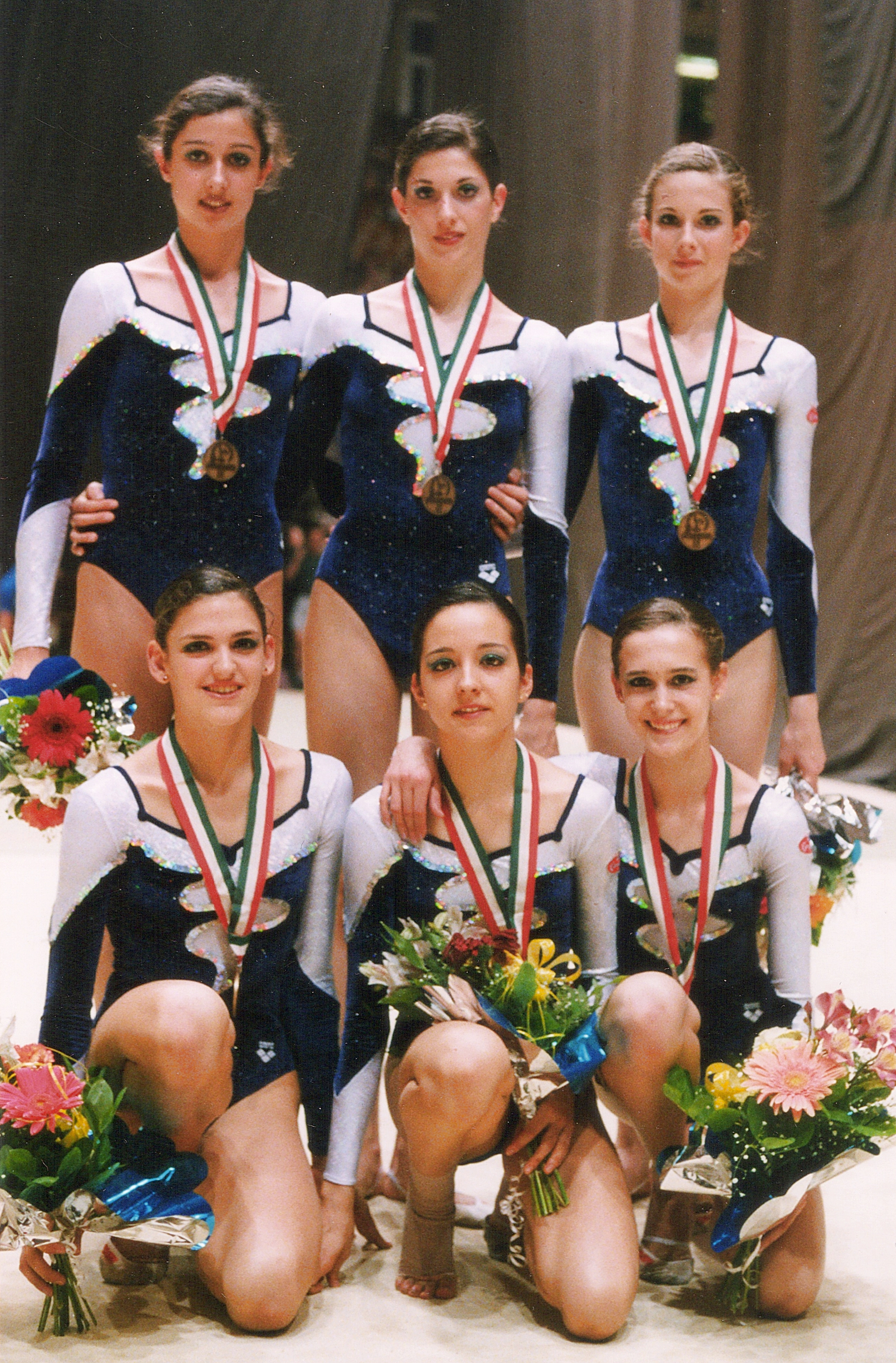
Lorena (de pie, en el centro) con el bronce en el Europeo de Budapest (1999).

En 1999, Guréndez continuó siendo gimnasta titular en los dos ejercicios del equipo. Nancy Usero era la nueva seleccionadora y entrenadora del conjunto. Nancy contó esa temporada con Dalia Kutkaite como asistente y entrenadora del conjunto júnior, y con Cristina Álvarez como coreógrafa el primer año. Durante ese año y el siguiente, los dos ejercicios fueron el de 3 cintas y 2 aros y el de 10 mazas, el primero con «Zorongo gitano» y el segundo con «Babelia» de Chano Domínguez, Hozan Yamamoto y Javier Paxariño, como música. Lorena volvería a ser titular en los dos ejercicios. El conjunto titular lo compusieron ese año Lorena, Sara Bayón, Marta Calamonte, Carolina Malchair, Beatriz Nogales y Paula Orive. A finales de mayo se disputó el Campeonato Europeo en Budapest. En el concurso general, el conjunto quedó en séptima posición, debido a una mala calificación en el ejercicio de 10 mazas. En la competición de 3 cintas y 2 aros obtuvo la medalla de bronce. En agosto el conjunto logró la medalla de plata en 3 cintas y 2 aros en el DTB-Pokal de Bochum. A finales de septiembre se disputó el Campeonato Mundial de Osaka, su tercera participación mundialista. El conjunto quedó en séptima posición en el concurso general, lo que les dio la clasificación para los Juegos Olímpicos de Sídney del año siguiente. Posteriormente, ocupó el sexto lugar tanto en el ejercicio de 3 cintas y 2 aros como en el de 10 mazas.
Para 2000, año olímpico, el combinado español compuso nuevos montajes tanto para el ejercicio de 3 cintas y 2 aros, ahora con música de Los Activos y Vicente Amigo, como para el de 10 mazas, con un medley de The Corrs y Loreena McKennitt. En ambos Lorena sería gimnasta titular. Del 2 al 11 de enero se concentraron en el Centro de Alto Rendimiento para entrenamiento en altura del CSD en Sierra Nevada (Granada). En los torneos internacionales de inicio de temporada lograron buenos resultados, como la plata en la general, el oro en mazas y la plata en el mixto en Madeira, el bronce en la general, el 8.º puesto en mazas y la plata en el mixto en Thiais, la plata en Kalamata y nuevamente una plata en Málaga.
En julio de 2000 participó en un homenaje a Emilia Boneva durante el Campeonato de España de Conjuntos de Gimnasia Rítmica celebrado en Málaga, en el que algunas de sus excompañeras de la selección campeona olímpica realizaron un ejercicio montado especialmente para la ocasión que estaba inspirado en el de 5 aros de 1996 y que habían entrenado las semanas previas. La propia Emilia viajó desde Bulgaria para asistir al evento, aunque sin tener conocimiento de que varias de sus antiguas pupilas le iban a realizar un homenaje. El encargado de organizar el reencuentro fue Carlos Pérez, entonces Relaciones Externas del Programa ADO, después de que las propias Niñas de Oro le comentaran la idea. Lorena asistió pero no realizó el ejercicio al ser componente aún de la selección nacional.

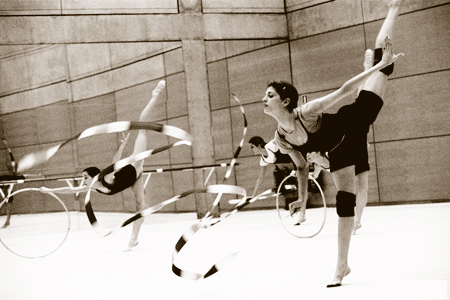
Lorena (derecha) en el CAR durante un entrenamiento preparatorio para los Juegos Olímpicos de Sídney 2000.

En septiembre de 2000 tuvieron lugar los Juegos Olímpicos de Sídney. Fue la segunda participación en unas Olimpiadas de Guréndez. El conjunto español, capitaneado por Lorena y compuesto además por Igone Arribas, Marta Calamonte, Carolina Malchair, Beatriz Nogales y Carmina Verdú, tenía la oportunidad de revalidar la medalla de oro conquistada cuatro años atrás en Atlanta en la misma competición. Sin embargo, una serie de errores en la ejecución de los dos ejercicios, como un nudo en una cinta y dos caídas de mazas, provocó que el combinado español se situara en la décima y última posición en la fase de clasificación, por lo que no pudo participar en la final. Al respecto de esta actuación, Guréndez declaró a El País que «Se nos ha hecho un nudo bastante grande y luego se nos han caído dos mazas... Sí, en plural, porque es un trabajo en equipo y si una falla el equipo falla, y si se hunde una el equipo se hunde también. El equipo somos todas, eso lo tenemos muy hablado».

### Retirada de la gimnasia
Lorena se retiró en el año 2000, siendo así la última gimnasta del equipo que consiguió el oro en los Juegos Olímpicos de Atlanta 1996 en abandonar la competición. Estudió fisioterapia en la universidad, ejerciendo primero en Madrid y varios años después, en Vitoria, donde montó su propio centro. Al respecto de su retirada, Guréndez se manifestaba así en una entrevista:

«Fue duro porque vives en una burbuja haciendo lo que te gusta y salir al mundo real y encontrarte con gente de tu edad con otras aspiraciones y otras vivencias es difícil. En mi caso quizá no tanto como para otras compañeras, que lo han pasado muy mal. Seguir estudiando fue muy importante para después poder hacer algo con mi vida».

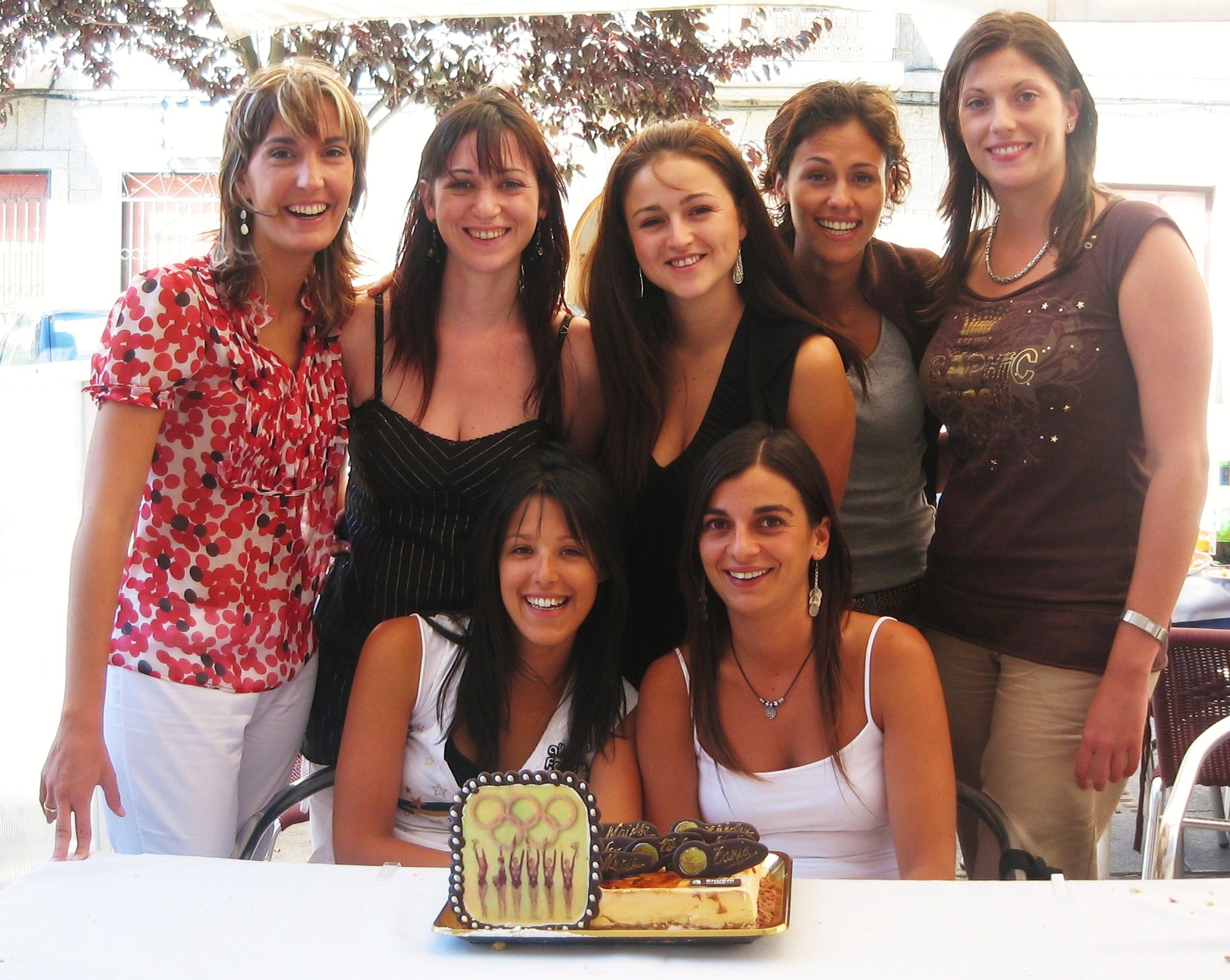
Lorena (primera por la derecha) junto al resto del conjunto de Atlanta 1996 en un reencuentro en 2006 registrado en el documental Las Niñas de Oro.

El 23 de noviembre de 2000, la Federación Española de Gimnasia pagó la deuda que tenía con las seis gimnastas del conjunto que había obtenido la medalla de oro en Atlanta. En 1996, la Asamblea General de la Federación Española de Gimnasia había acordado un premio de 5 millones de pesetas por gimnasta en caso de que lograran la medalla de oro en los Juegos Olímpicos. Este premio era diferente al que pagó el COE a las gimnastas por conseguir la medalla de oro, aunque tenía el mismo importe. Tras la celebración de las Olimpiadas, la Federación no reconocía ese premio, por lo que las gimnastas, instadas por la periodista Cristina Gallo, decidieron denunciar el caso en el Consejo Superior de Deportes y acudir a un abogado. Además, la Federación debía a varias gimnastas dinero de la gira de exhibiciones de 1996, de becas, de contratos de imagen y de algunos premios de torneos y campeonatos. Las presiones de algunos medios de comunicación (principalmente el programa de radio en el que trabajaba Cristina, Supergarcía, presentado por José María García), hicieron que a finales de 2000 el Estado habilitara una cuenta para que la Federación pagara finalmente la totalidad de la deuda contraída, que estaba en torno a los 41 millones de pesetas (unos 246.000 euros).
En abril de 2002, las componentes del conjunto de 1996 volvieron a reunirse en el V Certamen de Gimnasia Rítmica Interescolar, que fue organizado por MT en Zaragoza y donde cinco de ellas realizaron uno de los ejercicios de Atlanta, además de recibir un homenaje. Lorena y Nuria Cabanillas no pudieron asistir a la semana en la que se entrenó el ejercicio, pero sí acudieron al acto.

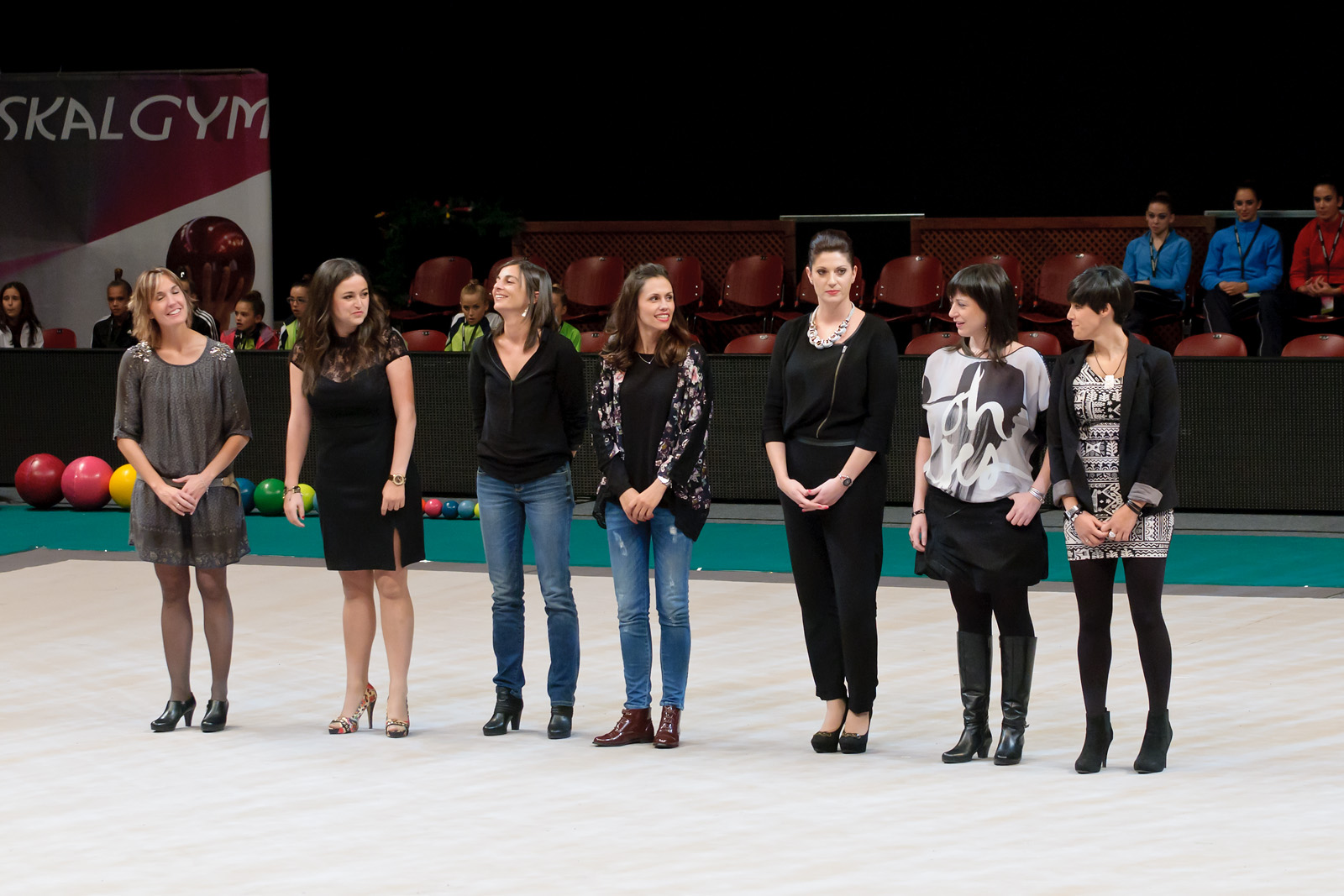
Lorena (tercera por la derecha) y las demás Niñas de Oro en el homenaje en el Euskalgym 2014.

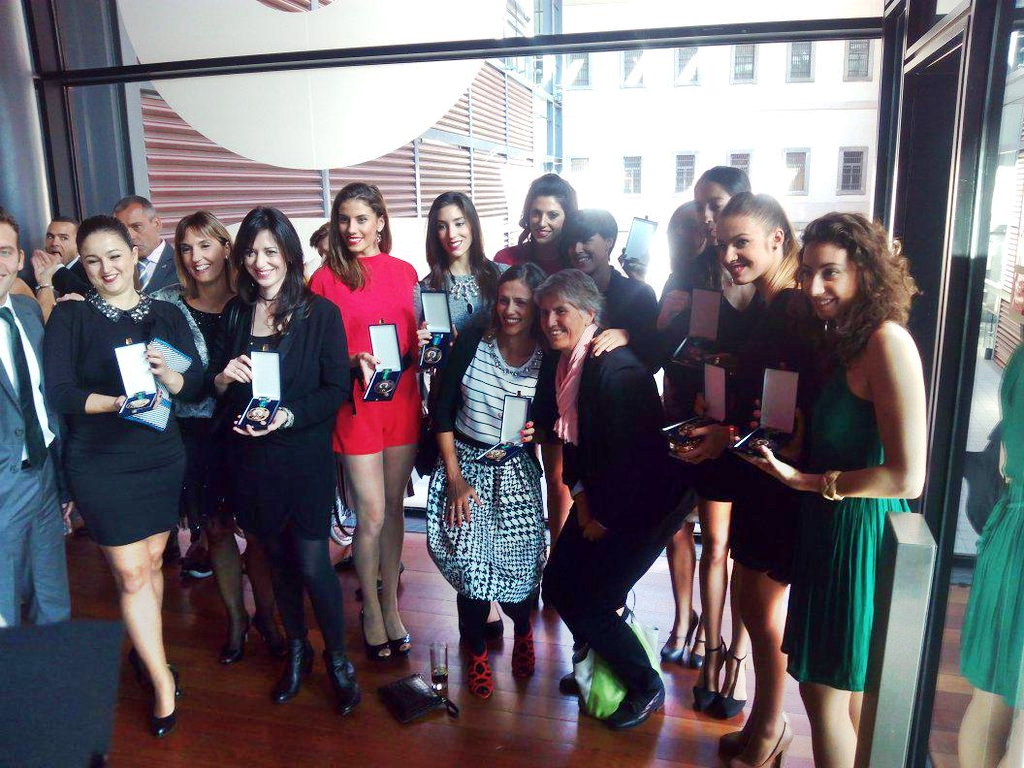
Las Niñas de Oro junto al Equipaso y Paloma del Río en la entrega de la Real Orden del Mérito Deportivo (2015).

En agosto de 2006, junto al resto de sus excompañeras de la selección nacional de 1996, acudió a un reencuentro que tuvo lugar en Ávila durante tres días con motivo del décimo aniversario de la consecución de la medalla de oro en Atlanta 1996. Dicho encuentro lo organizó Carlos Beltrán junto a su productora, Klifas dreams, con el objetivo de grabar un documental en el que ellas mismas narrasen su historia, aunque no se estrenó hasta años más tarde bajo el título Las Niñas de Oro. El 30 de noviembre de 2006, las seis campeonas olímpicas en Atlanta asistieron a la Gala Anual de la Real Federación Española de Gimnasia, celebrada en Madrid, en la que fueron además homenajeadas.
En diciembre de 2013 se estrenó en YouTube el documental Las Niñas de Oro, grabado durante el reencuentro de las siete excomponentes del conjunto en 2006. Dirigido por Carlos Beltrán y de 54 minutos de duración, se presentó dividido en cinco partes, siendo la primera subida el día 9 y la última el día 26. El documental narra, a través de entrevistas a las propias gimnastas, el antes, el durante y el después de la medalla de oro de Atlanta.
El 8 de noviembre de 2014, las siete integrantes del conjunto de 1996 fueron homenajeadas en la IX Gala Internacional de Gimnasia Rítmica Euskalgym, que se celebró por primera vez en Vitoria. En la misma, se llevó a cabo una proyección de imágenes sobre el tapiz consistente en los nombres de las gimnastas con el logotipo de los Juegos Olímpicos de Atlanta 1996 y la medalla de oro de fondo, mientras sonaba la música de su ejercicio de aros en aquellas Olimpiadas. A continuación, las siete gimnastas salieron a la pista para hacerles entrega de la Medalla Euskalgym y recibir una placa conmemorativa de manos de José Luis Tejedor y Javier Maroto, presidente de la Federación Vasca de Gimnasia y alcalde de Vitoria respectivamente, ante la presencia de las casi 9.000 personas que asistieron a la gala en el Fernando Buesa Arena. Fue el primer reencuentro de las Niñas de Oro al completo tras la reunión de 2006.
El 14 de octubre de 2015, las seis campeonas olímpicas en Atlanta, entre ellas Lorena, recibieron la Medalla de Oro de la Real Orden del Mérito Deportivo, otorgada por el Consejo Superior de Deportes, la máxima distinción que puede obtener un deportista español. El galardón les había sido concedido el 28 de julio del mismo año. El acto de entrega fue presidido por Íñigo Méndez de Vigo, Ministro de Educación, Cultura y Deporte, y por Miguel Cardenal, presidente del CSD, y tuvo lugar en el auditorio del Museo Nacional Centro de Arte Reina Sofía (Madrid). Al mismo asistió también Maider Esparza. Además, en el mismo evento fueron galardonadas con la Medalla de Bronce el conjunto español de gimnasia rítmica de 2014, conocido como el Equipaso, siendo la primera vez que ambas generaciones de gimnastas se reunían.

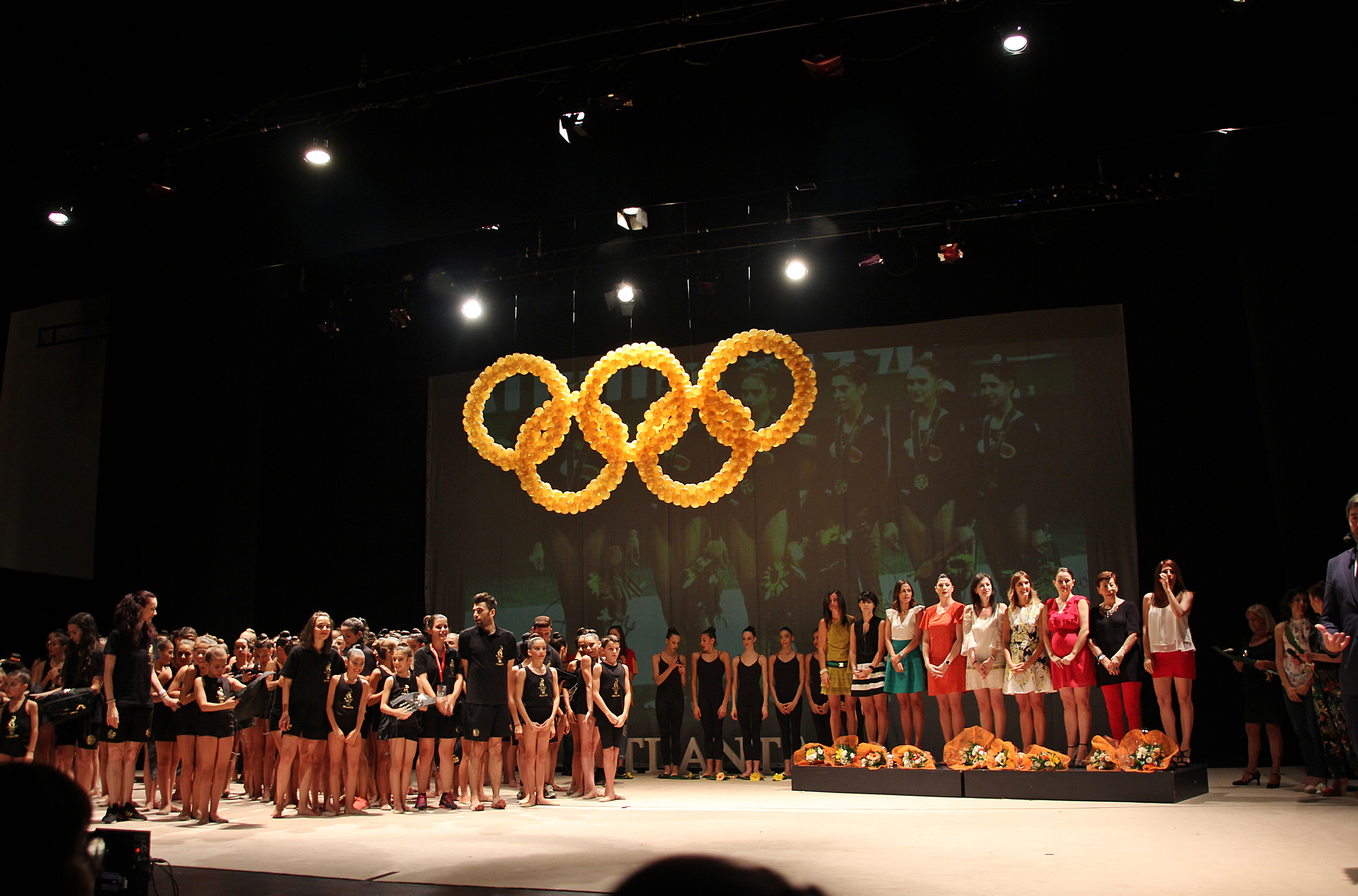
El conjunto en la Gala 20.º Aniversario (2016).

El 23 de julio de 2016 se reencontró con el resto de las Niñas de Oro en la Gala 20.º Aniversario de la Medalla de Oro en Atlanta '96, que tuvo lugar en el Palacio de Congresos de Badajoz en el marco del X Campus Internacional de Gimnasia Rítmica Nuria Cabanillas. Al homenaje acudieron también varias exgimnastas de la selección como Carolina Pascual, Almudena Cid, Alba Caride, Ana Bautista, Carolina Malchair, Marta Calamonte, María Eugenia Rodríguez y Ana María Pelaz, así como la jueza internacional Maite Nadal y la coreógrafa del conjunto de Atlanta, Marisa Mateo. El conjunto nacional júnior realizó además dos exhibiciones durante la gala, que contó igualmente con actuaciones de Carolina Pascual y los participantes del Campus. Se emitió asimismo un mensaje grabado de la exseleccionadora Emilia Boneva desde su casa de Bulgaria.
En noviembre de 2016 comenzó a trabajar en el área de fisioterapia dentro del proyecto de tecnificación conjunto llamado Gimnasia Vitoria, que está integrado por los clubes Rítmica Vitoria y Oskitxo, dirigidos por María Ereñaga y Paula Orive respectivamente, y en el que también están involucradas Tania Lamarca y Estíbaliz Martínez. El 24 de noviembre de 2018 recibió un homenaje en el Euskalgym de Bilbao junto al resto de gimnastas rítmicas olímpicas vascas. Del 27 al 28 de octubre de 2018, las seis campeonas olímpicas se volvieron a reunir en Madrid con el objetivo de grabar un reportaje, regresando además al Gimnasio Moscardó, lugar donde entrenaban en su etapa en la selección. Bajo el título «Spain's "Las Niñas de Oro"», sería estrenado a nivel mundial el 2 de septiembre de 2019 como el episodio 8 de la 2.ª temporada del programa Legends Live On de Eurosport 1 y Olympic Channel.
El 16 de noviembre de 2019, con motivo del fallecimiento de Emilia Boneva, unas 70 exgimnastas nacionales, entre ellas Lorena, se reunieron en el tapiz para rendirle tributo durante el Euskalgym. El evento tuvo lugar ante 8.500 asistentes en el Bilbao Exhibition Centre de Baracaldo y fue seguido además de una cena homenaje en su honor. El 25 de septiembre de 2021, para conmemorar el 25.º aniversario de Atlanta 1996 y con motivo de la Semana Europea del Deporte 2021, las seis campeonas olímpicas se reunieron en Madrid para un coloquio presentado por el periodista Jesús Álvarez en el que rememoraron su carrera deportiva.
En la actualidad Guréndez se encuentra trabajando como fisioterapeuta en el centro de fisioterapia y nutrición Ciento80º, el cual regenta en Vitoria junto a su marido, José Luis Fernández. También tiene el título de Entrenadora Nacional de Gimnasia Rítmica.

## Legado e influencia

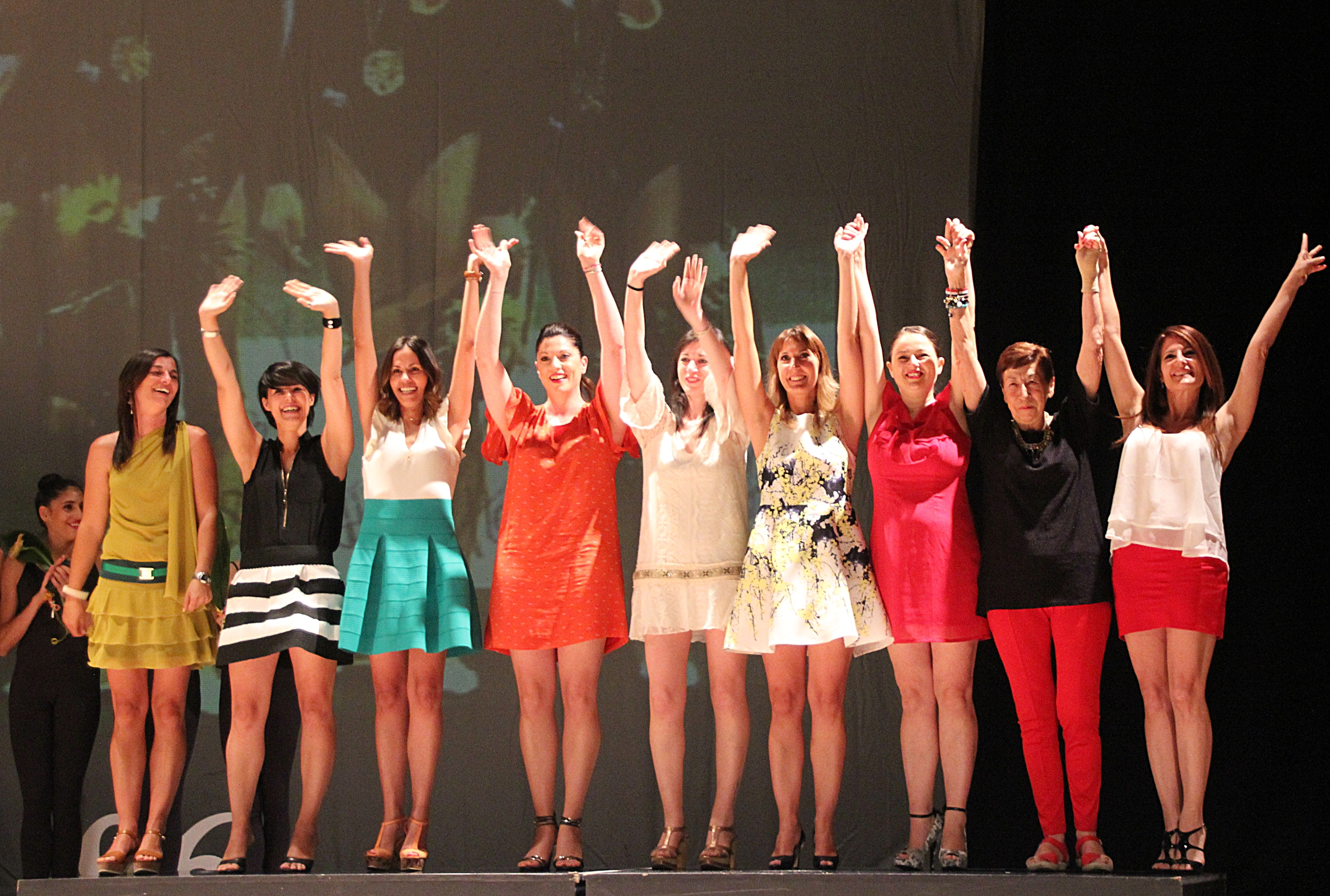
Lorena (4ª a la izqda.) con las demás Niñas de Oro, Maite Nadal y Marisa Mateo, en la Gala 20.º Aniversario (2016).

La excapitana del conjunto español Ana María Pelaz declaró en una entrevista en 2009 tras su retirada que «cuando vi a la selección en Atlanta '96 me dije: yo quiero ser como ellas». La gimnasta Carolina Rodríguez, preguntada en una ocasión por los orígenes de su pasión por la rítmica, manifestó que «en 1996, tras ver ganar el oro a España en Atlanta, con 10 años, supe que algún día querría estar ahí, que quería ser olímpica». Alejandra Quereda, actual capitana del conjunto español conocido como el Equipaso, preguntada en 2014 por lo que para ella había sido lo más increíble que ha pasado en la gimnasia, contestó que «El oro de España en Atlanta. Marcó la historia de nuestra gimnasia. Desde ahí todo cambió».
La seleccionadora en aquella etapa, Emilia Boneva, concedió una entrevista a la revista Sobre el tapiz en 2016, donde recordó el momento del oro olímpico: 

«Nunca voy a olvidar nuestro ejercicio final cuando el público, con el pabellón lleno, se levantó para aplaudirnos. ¡Fue un momento inolvidable! Como también lo fue el momento en el que las seis chicas subieron al pódium con las medallas en el pecho, brillando como pequeños soles. Esto no es un recuerdo, es una realidad que tengo siempre presente. Ese momento fue la cumbre de mi carrera como entrenadora [...] Es muy importante crear complicidad entre las gimnastas para que juntas luchen por el mismo objetivo. Las seis Niñas de Oro consiguieron ser buenas amigas y siguen siéndolo a día de hoy».

Tras el estreno del documental Las Niñas de Oro en 2013, su director, Carlos Beltrán, se manifestaba así en una entrevista al respecto de la acogida del filme: 

«Es impresionante el tirón que tiene esta historia y la de gente que las quiere. Estas mujeres y Emilia Boneva escribieron una de las más hermosas historias del deporte de nuestro país. Con todos los componentes de la élite y la épica y con todos los de la amistad en edad infantil. El desdén con el que nuestro sistema relega al olvido a estas chicas es algo que tendrá que revisarse pronto, porque no hay ningún derecho».

El montaje de 5 aros de 1996 ha sido homenajeado posteriormente por otras gimnastas, como en el ejercicio de exhibición del conjunto júnior español en el Euskalgym 2012 (integrado por Paula Gómez, Sara González, Miriam Guerra, Claudia Heredia, Carmen Martínez, Victoria Plaza y Pilar Villanueva), donde se usaba, al igual que en el ejercicio de 1996, «America» de Leonard Bernstein, además de otros dos temas de banda sonora de West Side Story: «Dance at the Gym» y «Overture». El conjunto júnior español de 2016 (Mónica Alonso, Victoria Cuadrillero, Clara Esquerdo, Ana Gayán, Alba Polo, Lía Rovira y Sara Salarrullana) también homenajeó este ejercicio en la Gala 20.º Aniversario de la Medalla de Oro en Atlanta '96, usando la misma música y emulando algunos movimientos del montaje original. En el Euskalgym 2018, las gimnastas Saioa Agirre, Teresa Gorospe, Izaro Martín y Salma Solaun representaron también parte del ejercicio durante el homenaje a las gimnastas rítmicas olímpicas vascas.

### En la cultura popular
Entre otras apariciones en la cultura popular, algunas de las Niñas de Oro han servido de base para varios personajes que aparecen en la serie de cuentos infantiles Olympia (2014), escritos por Almudena Cid e ilustrados por Montse Martín. Asimismo, el relato de la vida de las Niñas de Oro en la concentración nacional está presente en la autobiografía novelada Lágrimas por una medalla (2008), escrita por Tania Lamarca y Cristina Gallo. Reseñas del hito de la medalla olímpica aparecen en libros como Españoles de oro (1999) de Fernando Olmeda y Juan Manuel Gozalo, Enredando en la memoria (2015) de Paloma del Río, o Pinceladas de rítmica (2017) de Montse y Manel Martín.

## Vida personal
El 27 de julio de 2013 contrajo matrimonio con José Luis Fernández, exgimnasta de la selección nacional de artística.

## Equipamientos
| Período        | Proveedor  |
| -------------- | ---------- |
| 1995-2000      | Arena      |
| 1996 (JJ. OO.) | John Smith |
| 2000 (JJ. OO.) | Fumarel    |

## Música de los ejercicios
| Año                      | Aparatos                               | Música |
| ------------------------ | -------------------------------------- | --- |
| 1995 (Individual júnior) | Mazas                                  | Lezghinka de Aram Jachaturián. |
| 1995 (Individual júnior) | Cuerda                                 | Pasacalle de la Suite en sol menor, HWV 432 de Georg Friedrich Händel. |
| 1996                     | 5 aros                                 | Medley de varias canciones pertenecientes a musicales norteamericanos, principalmente «America», compuesta por Leonard Bernstein e incluida en West Side Story, o «I Got Rhythm» y «Embraceable You», temas creados por George Gershwin y que aparecieron en la banda sonora de Un americano en París. |
| 1996                     | 3 pelotas y 2 cintas                   | «Amanecer andaluz». |
| 1997                     | 5 pelotas                              | Medley de canciones de Édith Piaf, como «Non, je ne regrette rien» o «Hymne à l'amour». |
| 1997                     | 3 pelotas y 2 cintas                   | «Las cosas del querer», copla compuesta por Quintero, León y Quiroga. |
| 1998                     | 5 pelotas                              | Tango «El vaivén», de José Luis Barroso. |
| 1998                     | 3 cintas y 2 aros                      | Sevillana «Juego de luna y arena» (inspirada en un poema de Lorca), de José Luis Barroso. |
| 1999                     | 10 mazas                               | «Babelia», de Chano Domínguez, Hozan Yamamoto y Javier Paxariño. |
| 1999                     | 3 cintas y 2 aros                      | «Zorongo gitano», canción popular española adaptada por Federico García Lorca y La Argentinita. |
| 1999                     | Ejercicio de exhibición (Manos libres) | «Balanca», tema flamenco. |
| 2000                     | 10 mazas                               | Medley de The Corrs y Loreena McKennitt, con los temas «Toss the Feathers», «Irish Music», «Someday» y «Erin Shore». |
| 2000                     | 3 cintas y 2 aros                      | Medley de Los Activos y Vicente Amigo, con los temas «Mestizo», «Poeta en el viento» y «Flor de la noche». |

## Palmarés deportivo

### A nivel de club
| 1993 - Campeonato de España Individual «A» en Valladolid 8.º puesto en concurso general (categoría infantil) 1994 - Campeonato de España Individual «A» en Valladolid 6º puesto en concurso general (categoría júnior) 1995 - Campeonato de España Individual en Alicante Oro en concurso general (categoría júnior) | 1995 (continuación) - Copa de España en Leganés Plata en concurso general Plata en cuerda Oro en pelota Plata en mazas Plata en cinta - Campeonato de España de Conjuntos en Murcia Oro en concurso general (categoría júnior) |

### Selección española
| 1995 - Torneo Internacional de Portimão Plata en concurso general - Campeonato de Europa de Praga 4º puesto por equipos 7º puesto en preliminares 9º puesto en concurso general 8.º puesto en cuerda 6º puesto en aro 7º puesto en mazas 4º puesto en cinta 1996 - Kalamata Cup* Oro en concurso general - DTB-Pokal Karlsruhe* Bronce en concurso general Oro en 5 aros Oro en 3 pelotas y 2 cintas - Ciudad de Zaragoza Oro en concurso general Oro en 5 aros Oro en 3 pelotas y 2 cintas - Campeonato del Mundo de Budapest Plata en concurso general 4º puesto en 5 aros Oro en 3 pelotas y 2 cintas - Juegos Olímpicos de Atlanta 1996 2º puesto en preliminares Oro en final y diploma olímpico - Epson Cup Plata en concurso general 1997 - Ciudad de Ibiza Plata en concurso general - Gran Trofeo Campofrío Plata en concurso general - Campeonato de Europa de Patras 4º puesto en concurso general Plata en 5 pelotas Bronce en 3 pelotas y 2 cintas - Epson Cup Oro en concurso general 1998 - Thiais Oro en concurso general Oro en 5 pelotas Oro en 3 cintas y 2 aros - Kalamata Cup Plata en concurso general Oro en 5 pelotas Oro en 3 cintas y 2 aros | 1998 (continuación) - Budapest Tournament Oro en concurso general Oro en 5 pelotas Oro en 3 cintas y 2 aros - Estella International Oro en concurso general - Campeonato del Mundo de Sevilla Plata en concurso general 7º puesto en 5 pelotas Oro en 3 cintas y 2 aros 1999 - Kalamata Cup 7º puesto en concurso general Bronce en 10 mazas - Thiais 4º puesto en concurso general 4º puesto en 10 mazas Bronce en 3 cintas y 2 aros - Budapest Tournament Oro en concurso general 4º puesto en 10 mazas Oro en 3 cintas y 2 aros - Campeonato de Europa de Budapest 7º puesto en concurso general Bronce en 3 cintas y 2 aros - DTB-Pokal de Bochum 6º puesto en concurso general 5º puesto en 10 mazas Plata en 3 cintas y 2 aros - Campeonato del Mundo de Osaka 7º puesto en concurso general 6º puesto en 10 mazas 6º puesto en 3 cintas y 2 aros 2000 - Madeira Cup Plata en concurso general Oro en 10 mazas Plata en 3 cintas y 2 aros - Thiais Bronce en concurso general 8.º puesto en 10 mazas Plata en 3 cintas y 2 aros - Kalamata Cup Plata en concurso general - Málaga International Plata en concurso general - Juegos Olímpicos de Sídney 2000 10º puesto en calificación |

*Como suplente del equipo en ambos ejercicios

## Premios, reconocimientos y distinciones
- Orden Olímpica, otorgada por el COE (1996)[94]
- Placa de Oro de la Real Orden del Mérito Deportivo, otorgada por el Consejo Superior de Deportes (1996)[95][96][97]
- Galardonada en la XVII Gala Nacional del Deporte de la Asociación Española de la Prensa Deportiva (1997)[98][99]
- Copa Barón de Güell al mejor equipo español, otorgada por el CSD y entregada en los Premios Nacionales del Deporte de 1996 (1997)[100][101][102]
- Premio Longines a la Elegancia en el Campeonato del Mundo de Sevilla (1998)[48]
- Mejor grupo atlético en los Galardones Nacionales al Mérito Deportivo Inter Gym’s Oro 2005 (2006)[103]
- Homenajeada (junto al resto del conjunto campeón olímpico) en la Gala Anual de la Real Federación Española de Gimnasia (2006)[55]
- Premio Euskadi del Deporte 2010 (junto al resto de deportistas vascos participantes en JJ. OO.), otorgado por el Gobierno Vasco (2010)[104][105]
- Galardonada (junto al resto de medallistas olímpicos españoles) en la Gala del Centenario del COE (2012)[106][107][108][109]
- Medalla Euskalgym (junto a las demás Niñas de Oro) en la IX Gala Internacional de Gimnasia Rítmica Euskalgym (2014)[56][57][58][59][60]
- Medalla de Oro de la Real Orden del Mérito Deportivo, otorgada por el Consejo Superior de Deportes (2015)[110][111][112][113][65]
- Diploma acreditativo y tarjeta olímpica, otorgados por el COE en la Gala 20.º Aniversario de la Medalla de Oro en Atlanta '96 (2016)
- Premio especial otorgado por la Asociación de la Prensa Deportiva de Álava en la XXIII Gala del Deporte Alavés (2016)[114]
- Reconocimiento (junto al resto de medallistas olímpicas españolas) en la XV Gala del COE (2020)[115]

### Otros honores
- Recepción en el Ayuntamiento de Vitoria junto al resto de deportistas olímpicos alaveses de Atlanta (1996)[37]

## Filmografía

### Películas
| Películas | Películas        | Películas  | Películas  | Películas      |
| Año       | Título           | Personaje  | Notas      | Director       |
| --------- | ---------------- | ---------- | ---------- | -------------- |
| 2013      | Las Niñas de Oro | Ella misma | Documental | Carlos Beltrán |

### Programas de televisión
| Programas de televisión | Programas de televisión | Programas de televisión       | Programas de televisión                                                                              |
| Año                     | Título                  | Cadena                        | Notas                                                                                                |
| ----------------------- | ----------------------- | ----------------------------- | --- |
| 1996                    | Día a día               | Telecinco                     | Invitada junto al resto del conjunto español campeón olímpico                                        |
| 1997                    | XVII Gala del Deporte   | La 2 de TVE                   | Premiada                                                                                             |
| 1999                    | Escuela del deporte     | La 2 de TVE                   | Aparición en reportaje                                                                               |
| 2008                    | Regreso al futuro       | Canal Sur TV                  | Aparición en reportaje                                                                               |
| 2012                    | Londres en juego        | Teledeporte                   | Redifusión de la final de conjuntos de gimnasia rítmica en Atlanta 1996                              |
| 2014                    | Euskalgym 2014          | ETB 1                         | Homenajeada                                                                                          |
| 2016                    | Estrellas               | Canal Extremadura             | Aparición en reportaje                                                                               |
| 2016                    | Somos deporte           | VTV Gasteiz                   | Entrevistada junto a Tania Lamarca, Almudena Cid y Estíbaliz Martínez                                |
| 2019                    | Legends Live On         | Eurosport 1 y Olympic Channel | Protagonista del reportaje «Spain's "Las Niñas de Oro"» junto al resto del conjunto campeón olímpico |

### Publicidad
- Dos anuncios de Cola Cao (1996). Aparición junto al resto del equipo en dos spots televisivos para Cola Cao, entonces patrocinador del Programa ADO.[14]
- Anuncio de Campofrío (1996). Aparición junto al resto de la selección española en anuncio de televisión de la empresa cárnica, entonces patrocinador de la Federación.